# Baviola braueri
Espèce
Statut de conservation UICN

 VU B1ab(iii)+2ab(iii) : Vulnérable
Baviola braueri est une espèce d'araignées aranéomorphes de la famille des Salticidae.

## Distribution
Cette espèce est endémique des Seychelles. Elle se rencontre sur Mahé, Silhouette, Conception, Thérèse, Praslin et Curieuse.

## Description
Le mâle holotype mesure 5 mm.

## Étymologie
Cette espèce est nommée en l'honneur d'August Bernhard Brauer (1863–1917).

## Publication originale
- Simon, 1898 : Études arachnologiques. 29e Mémoire. XLVI. Arachnides recueillis en 1895 par M. le Dr A. Brauer (de l'Université de Marburg) aux îles Séchelles. Annales de la Société Entomologique de France, vol. 66, p. 370-388 (texte intégral).